# Dovolená na zotavenou
Dovolená na zotavenou je formou dovolené. Mnohdy se označuje pouze slovem dovolená, bez přívlastků. Slouží k odpočinku a obnovení pracovních sil.
Délka dovolené na zotavenou se v různých zemích liší. V Evropě to bývá nejčastěji v délce mezi 4 až 6 týdny ročně. Obvykle je stanoven i způsob, jakým se dovolená na zotavenou čerpá.
V Česku je základní výměra dovolené čtyři týdny. Dovolená pedagogických pracovníků a akademických pracovníků vysokých škol činí osm týdnů v kalendářním roce. Za dobu čerpání přísluší náhrada mzdy ve výši průměrného výdělku.

## Historie
Vznik dovolené je spojen se vznikem zaměstnanecké formy práce. Zpočátku měli nárok na dovolenou jen učitelé (kde to bylo dáno sezonní povahou této práce, protože děti mohly chodit do školy jen tehdy, když měly volno od práce v hospodářství), úředníci a železničáři, později si ji vymohli i dělníci. Koncem 19. století Ottův slovník zmiňuje dovolenou jen u vojáků, důstojníků a úředníků, přičemž důstojník měl nárok na dovolenou dvakrát dva týdny a každý druhý rok ještě 8 týdnů navíc, pokud to služba připouštěla. Ve 20. století se dovolená začala objevovat v pracovních smlouvách některých zaměstnavatelů, v Rakousku na ni měli od roku 1910 nárok i obchodní pomocníci. Československý zákon z roku 1925 přiznal nárok na placenou dovolenou všem zaměstnancům, přičemž podle délky nepřetržitého zaměstnání u téhož zaměstnavatele se pohybovala mezi 6 a 8 dny, u učňů 8 dní. Levicové režimy a strany si sjednocením a rozšířením zákonné dovolené zvyšovaly podporu dělníků. Dovolenková turistika byla v 19. století ještě výsadou zámožnějších lidí, turistický průmysl zaměřený na dovolenkové pobyty se plně rozvinul až v 60. letech 20. století, jak ve formách přímořských pobytů, zájezdů, tak například hromadných rekreačních akcí odborových organizací.

## Dovolená na zotavenou v Česku
Dovolenou určuje podle rozvrhu čerpání dovolené zaměstnavatel, přičemž je nutné přihlížet jak k provozním důvodům zaměstnavatele, tak k oprávněným zájmům zaměstnance. Určena by měla být tak, aby zaměstnanec mohl v příslušném roce vyčerpat alespoň čtyři týdny dovolené, která mu za daný rok přísluší. Jestliže by ji nemohl vyčerpat celou, převádí se do dalšího roku, případně s jeho souhlasem ještě do dalšího následujícího roku, pak ale nárok na ni zaniká.
Dovolená je placená, za její čerpání přísluší náhrada mzdy nebo platu ve výši průměrného výdělku.
Pokud byl zaměstnanec v pracovním poměru u téhož zaměstnavatele alespoň 60 dní, má nárok na dovolenou za kalendářní rok, popřípadě na její poměrnou část, jestliže pracovní poměr netrval nepřetržitě po dobu celého roku. Poměrná část činí za každý odpracovaný měsíc jednu dvanáctinu dovolené, která by náležela za celý rok. Pokud by zaměstnanec neodpracoval pro daného zaměstnavatele alespoň 60 dní, má nárok na dovolenou za odpracované dny, která trvá jednu dvanáctinu dovolené za kalendářní rok za každých 21 odpracovaných dnů.
Základní výměra pro všechny zaměstnance jsou čtyři týdny za rok, jestliže by ale šlo o zaměstnance např. státu, obcí, krajů či příspěvkových organizací, jde o pět týdnů ročně. Příslušníci bezpečnostních sborů mají nárok na dovolenou v délce 6 týdnů v roce. U učitelů je to už dokonce osm týdnů ročně.
Zaměstnanci, kteří pracují v dolech, v prostředí, kde jim přímo hrozí nákaza infekcí nebo jsou vystaveni ionizujícímu záření, s duševně chorými nebo mentálně postiženými, ve věznicích nebo jako potápěči, mají navíc nárok na další dodatkovou dovolenou o výměře jeden týden ročně.
V případě, kdy zaměstnavatel chce vyhlásit hromadné čerpání dovolené (tzv. celozávodní dovolenou) a zaměstnanec již vyčerpal veškerou dovolenou, musí zaměstnanci dát placené volno nebo pokud to pracovní smlouva dovoluje, určit zaměstnanci náhradní pracovní činnost.